# Fenton Aylmer

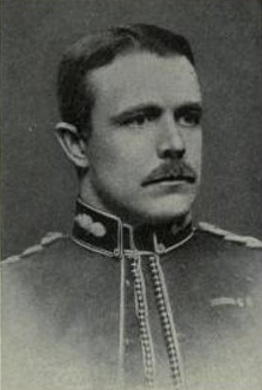
Fenton Aylmer.

Fenton John Aylmer, född den 5 april 1862 i Hastings, död den 3 september 1935 i Wimbledon, var en engelsk militär.
Aylmer blev officer i ingenjörkåren 1880, deltog i Tredje Burmakriget 1886–1887, i Hazaraexpeditionen 1891 och, med stor utmärkelse, i Hunzaexpeditionen 1891–1892
samt, som regementsofficer, likaledes med utmärkelse, i Chitralexpeditionen 1895. Befordrad till generalmajor i nämnda kår (1909), utnämndes han 1915 till generallöjtnant och erhöll befäl öfver den armé, som den 4 januari 1916 uppbröt från El Garbi i Mesopotamien för att undsätta den i al-Kut vid Tigris inneslutne general Townshend. Den relativt svaga och illa utrustade undsättningsarmén kunde dock inte betvinga turkarnas starka ställningar på flodens båda stränder, utan blev slagen vid Umm-el-Hanna (på norra stranden) den 21 januari och Es-Sinn (på den södra) den 8 mars, varefter Aylmer frånträdde sitt befäl. Han erhöll 1916 knightvärdighet och ärvde 1928 baronetvärdighet efter en äldre brors död.